# Robert J. Glass
Robert „Bob“ J. Glass (* ca. 1940/41; † 21. Juli 1993 in Los Feliz, Los Angeles, Kalifornien) war ein US-amerikanischer Tontechniker, der einmal den Oscar für den besten Ton gewann und weitere fünf Mal nominiert wurde.

## Leben
Seit 1958 wirkte er an zahlreichen Produktionen mit. 1977 wurde er für seine Arbeit in Ein neuer Stern am Himmel erstmals für den Oscar nominiert. Es folgten weitere Nominierungen, bevor er 1983 für seine Arbeit in E.T. – Der Außerirdische mit dem Oscar ausgezeichnet wurde. Viermal war er bei den BAFTA Awards nominiert.
Glass wurde am 21. Juli 1993 in seiner Wohnung im kalifornischen Los Feliz ermordet aufgefunden.

## Filmografie (Auswahl)
- 1976: Dieses Land ist mein Land
- 1976: Ein neuer Stern am Himmel (A Star Is Born)
- 1977: Atemlos vor Angst (Sorcerer)
- 1977: Unheimliche Begegnung der dritten Art (Close Encounters of the Third Kind)
- 1978: Um Kopf und Kragen (Hooper)
- 1979: 1941 – Wo bitte geht’s nach Hollywood (1941)
- 1982: E.T. – Der Außerirdische (E.T.: The Extra-Terrestrial)
- 1982: Ein Offizier und Gentleman (An Officer and a Gentleman)
- 1983: Flashdance
- 1983: Die Glücksritter (Trading Places)
- 1984: Auf der Jagd nach dem grünen Diamanten (Romancing the Stone)
- 1984: Karate Kid (The Karate Kid)
- 1985: Der einzige Zeuge (Witness)
- 1987: Ist sie nicht wunderbar? (Some Kind of Wonderful)

## Auszeichnungen (Auswahl)
Academy Award
- 1977: Nominierung in der Kategorie Bester Ton für Ein neuer Stern am Himmel
- 1978: Nominierung in der Kategorie Bester Ton für Unheimliche Begegnung der dritten Art
- 1978: Nominierung in der Kategorie Bester Ton für Atemlos vor Angst
- 1979: Nominierung in der Kategorie Bester Ton für Um Kopf und Kragen
- 1980: Nominierung in der Kategorie Bester Ton für 1941 – Wo bitte geht’s nach Hollywood
- 1983: Oscar in der Kategorie Bester Ton für E.T. – Der Außerirdische

BAFTA Awards
- 1978: Nominierung in der Kategorie Bester Sound für A Star Is Born
- 1979: Nominierung in der Kategorie Bester Sound für Unheimliche Begegnung der dritten Art
- 1983: Nominierung in der Kategorie Bester Sound für E.T. – Der Außerirdische
- 1984: Nominierung in der Kategorie Bester Sound für Flashdance